# Compuware
42° 19′ 58″ N, 83° 02′ 48″ O
Compuware Corporation est une société éditrice de logiciels informatique américaine fondée en 1973 et basée à Détroit dans le Michigan. Elle emploie 4 500 personnes dans 60 pays en mars 2012.

## Histoire
La société Compuware a été créée en 1973 par Peter Karmanos, Thomas Thewes et Allen Cutting. Leur objectif était de fournir des services professionnels aux utilisateurs d'ordinateurs. Le premier produit en 1977 était Abend-AID, conçu pour détecter des bugs et suggérer des corrections ; c'est aujourd'hui encore un standard du marché.
Dans les années 1980 Compuware lance la gamme File-AID destinée aux développeurs. C'est aussi la période où Compuware fait ses premières acquisitions en Europe, et poursuit dans les années 1990 avec le rachat de Centura Software, XA systems, EcoSystems, Direct Technology Limited, NuMega, Data Processing Ressources Corporation et CACI Products Company entre autres.
Compuware est membre de Apdex Alliance.

## Produits
- Abend-AID suite de produits de débogage d'applications (mainframe)
- Strobe, optimisation de la performance du mainframe
- Changepoint, gouvernance et management du SI et Professionnal services automation
- Covisint, interopérabilité
- File-AID (mainframe)
- Vantage, mesure de la performance applicative d'un point de vue utilisateur
- Gomez, pilotage de la performance des applications web
- dynaTrace solution de Mesure d'expérience Utilisateur et de troubleshooting de bout en bout pour les architectures JAVA et .NET

Dynatrace a été acquis par Compuware au mois de juillet 2011
- Xpediter analyse interactive mainframe
- Topaz, interface Eclipse de modernisation du mainframe
- ISPW, gestion de source et de release